# Малая Товра
Ма́лая Товра́ — посёлок сельского типа в Холмогорском районе Архангельской области. Входит в состав Матигорского сельского поселения.

## География
Посёлок Малая Товра расположен в 87 км к юго-востоку от Архангельска, стоит на левом берегу Северной Двины. Расстояние до Архангельска по Северной Двине — 105 км. Напротив деревни, на Северной Двине находится остров Марилов.

## Население
| 2002 | 2010 | 2012 |
| ---- | ---- | ---- |
| 188  | ↘138 | ↗181 |